# Liste der Baudenkmäler in Niederfüllbach
Auf dieser Seite sind die Baudenkmäler in der oberfränkischen Gemeinde Niederfüllbach zusammengestellt. Diese Tabelle ist eine Teilliste der Liste der Baudenkmäler in Bayern. Grundlage ist die Bayerische Denkmalliste, die auf Basis des Bayerischen Denkmalschutzgesetzes vom 1. Oktober 1973 erstmals erstellt wurde und seither durch das Bayerische Landesamt für Denkmalpflege geführt wird. Die folgenden Angaben ersetzen nicht die rechtsverbindliche Auskunft der Denkmalschutzbehörde.

## Baudenkmäler nach Ortsteilen

### Niederfüllbach
| Lage                                          | Objekt                              | Beschreibung                                                                                         | Akten-Nr.    | Bild            |
| --------------------------------------------- | ----------------------------------- | --- | ------------ | --------------- |
| Parkstraße 1 (Standort)                       | Kriegerdenkmal                      | Kriegerdenkmal für 1914/18, quadratischer Stein mit pyramidenförmigen Abschluss                      | D-4-73-153-5 | Kriegerdenkmal  |
| Parkstraße 1 (Standort)                       | Schlosspark                         | Schlosspark, um 1820 angelegt, umgrenzt von der Parkstraße, Schlossstraße und dem Füllbach           | D-4-73-153-6 | Schlosspark     |
| Schlossstraße, Füllbach (Standort)            | Schlossbrücke                       | Einjochige Sandsteinquaderbrücke, Ende 17. und 19. Jahrhundert; zwischen Schloss und Ökonomiegebäude | D-4-73-153-8 | Schlossbrücke   |
| Schlossstraße 5 (Standort)                    | Ökonomiegebäude                     | Langgestrecktes eingeschossiges Mansarddachhaus, bezeichnet 1799                                     | D-4-73-153-1 | Ökonomiegebäude |
| Schloßstraße 9 (Standort)                     | Schloss                             | Zweiflügelige Anlage mit Eckerker, 1680 (bezeichnet), um 1830 um einen Flügel erweitert              | D-4-73-153-2 | weitere Bilder  |
| Schlossstraße 9 (Standort)                    | Denkmal                             | Klassizistischer Denkstein, Sandstein, um 1800; im Garten des Schlosses                              | D-4-73-153-4 | Denkmal         |
| Schloßstraße 11 (Standort)                    | Evangelisch-lutherische Pfarrkirche | Saalbau, Satteldach mit Dachreiter, 1695; mit Ausstattung                                            | D-4-73-153-3 | weitere Bilder  |
| im Landschaftspark im Pfarrschrott (Standort) | Steinbank                           | Sandstein, klassizistisch, Ende 18. Jahrhundert                                                      | D-4-73-153-7 | Steinbank       |